# Alwen Reservoir
Alwen Reservoir är en reservoar i Storbritannien. Den ligger i riksdelen Wales, i den södra delen av landet. Alwen Reservoir ligger 387 meter över havet. I omgivningarna runt Alwen Reservoir växer i huvudsak blandskog.